# Граф хімічних реакцій
Граф хімі́чних реа́кцій (англ. reaction graph) — топографічне представлення або усіх можливих хімічних реакцій, що відбуваються (чи можуть відбутись) у даній хімічній системі, або підгрупи таких реакцій, в якому кожна вершина представляє реагент (молекулу, іон, радикал), а кожне ребро, що зв'язує дві таких вершини, означає шлях реакції.
Використовуються для опису багатоетапних хімічних процесів з рівноважними стадіями, а також зокрема для внутрішньомолекулярних перегрупувань, коли вершини означають ізомери, а ребра — шляхи ізомеризації.